# 貝尼伊希萊夫
29°34′30″N 1°36′33″W / 29.57500°N 1.60917°W

貝尼伊希萊夫（阿拉伯语：‎），是阿爾及利亞的城鎮，位於該國西部貝沙爾省，由凱爾扎茲區負責管轄，面積2,615平方公里，海拔高度400米，2008年人口2,459，人口密度每平方公里0.9人。